# Collins (Mississippi)
Collins is een plaats (city) in de Amerikaanse staat Mississippi, en valt bestuurlijk gezien onder Covington County.

## Demografie
Bij de volkstelling in 2000 werd het aantal inwoners vastgesteld op 2683.
In 2006 is het aantal inwoners door het United States Census Bureau geschat op 2779, een stijging van 96 (3.6%).

## Geografie
Volgens het United States Census Bureau beslaat de plaats een oppervlakte van
19,8 km², waarvan 19,7 km² land en 0,1 km² water. Collins ligt op ongeveer 138 m boven zeeniveau.

## Plaatsen in de nabije omgeving
De onderstaande figuur toont nabijgelegen plaatsen in een straal van 28 km rond Collins.

## Geboren in Collins
- Dana Andrews (1909-1992), acteur